# Sprawdzanie
Sprawdzanie, również  konfirmacja – jedna z najbardziej podstawowych odmian rozumowania obok wnioskowania, dowodzenia i wyjaśniania. 
Sprawdzanie – definiując za Ajdukiewiczem pojęcie – jakiegoś zdania, np. zdania „a jest b” polega na rozwiązaniu zadania, które znajduje swe słowne sformułowanie w tzw. pytaniu rozstrzygnięcia „czy a jest b?”.  Rozwiązaniem jest udzielenie jednej z dwóch właściwych odpowiedzi:   „a jest b” albo „a nie jest b” na podstawie stwierdzenia prawdziwości lub fałszywości pewnych następstw wyprowadzonych ze zdania „a jest b”. W związku z powyższym procedura sprawdzania nie wyznacza jednoznacznie postaci konkluzji, wyprowadzenie, której zakończy proces sprawdzania.  
W procesie sprawdzania wyróżnić można następujące fazy:
- (a) postawienie pytania rozstrzygnięcia: „czy a jest b?”;
- (b) wyprowadzenie  ze zdania „a jest b” jakichś następstw;
- (c) uznanie lub odrzucenie tych następstw.

Wnioskowanie (inferencja), prowadzące do uznania lub odrzucenia tych następstw i w sumie do uznania lub odrzucenia zdania sprawdzanego, przebiega jedną z  dwóch dróg: (1) od odrzucenia następstw do odrzucenia racji – droga dedukcyjna; (2)  od uznania następstw do uznania racji – droga dedukcyjna albo redukcyjna: (2.1.) dedukcyjna gdy następstwa są równoważne ze zdaniem sprawdzanym; (2.2.) redukcyjna gdy następstwa nie są równoważne ze zdaniem sprawdzanym.
Tak rozumiane sprawdzanie występuje w dwóch odmianach:
1. sprawdzanie pozytywne, które również występuje w dwóch odmianach:
  1. weryfikacji
  2. konfirmacji
2. sprawdzanie negatywne, które też występuje w dwóch odmianach:
  1. dyskonfirmacji;
  2. falsyfikacji
    1. koroboracją